# ISU-152
ISU-152 là một pháo tự hành xung kích bọc thép của Liên Xô dùng trong Cuộc chiến tranh vệ quốc vĩ đại. Sau chiến tranh, ISU-152 tiếp tục được sử dụng - chủ yếu trong quân đội Liên Xô - mãi đến thập niên 1970 mới loại biên chính thức.
ISU-152 được chế tạo tại Nhà máy Máy kéo Chelyabinsk ở Ural.
Giống như tiền nhiệm là SU-152, ISU-152 không phải là pháo tự hành chống tăng đích thực, nhưng pháo 152mm của nó lại có khả năng tiêu diệt cả những xe tăng và thiết giáp mạnh nhất của Đức Quốc xã như các Xe tăng Tiger, Xe tăng Panther và pháo tự hành chống tăng Elefant (Con Voi). Chính vì vậy ISU-152 đã được lính Liên Xô đặt cho một biệt danh là "Kẻ săn thú" (Zveroboy). Lính Đức thì gọi ISU-152 với biệt danh là "Dosenöffner" (nghĩa là "Dụng cụ khui đồ hộp" - để ám chỉ việc các xe tăng Đức khi bị trúng đạn của ISU-152 thì thường bị sức nổ làm bật tung tháp pháo và các tấm vỏ giáp).

## Quá trình hình thành

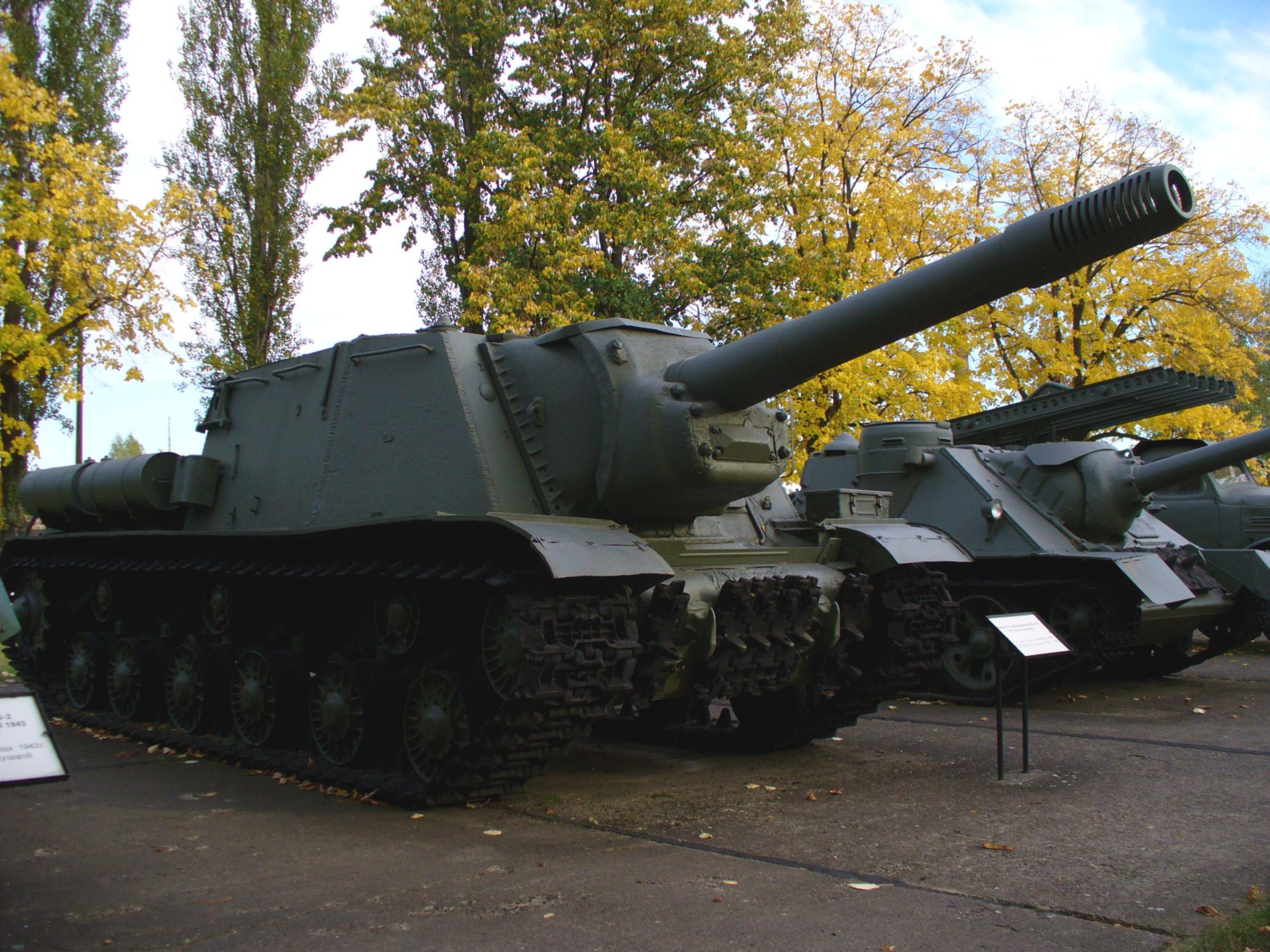
ISU-152 được trưng bày tại Karlshorst, Berlin, Đức

Dòng pháo tự hành này xuất hiện lần đầu vào ngày 24 tháng 1 năm 1943 và đó cũng là thời điểm xuất hiện của thành viên đầu tiên của dòng xe thiết giáp này. Tên của nó là Kế hoạch 236 (Объект 236), được chế tạo xong vào ngày 24 tháng 1 năm 1943 ở nhà máy số 100 tại Chelyabinsk và cùng ngày đó trải qua các cuộc kiểm tra tại trường bắn pháo binh Chebarkulski cách Chelyabinsk 107 cây số. Đến ngày 7 tháng 2 năm 1943 các buổi kiểm tra kết thúc tốt đẹp. Ngày 14 tháng 2 mẫu pháo tự hành được đưa vào sản xuất với cái tên KV-14 (КВ-14). Vào tháng 4 năm 1943, KV-14 được đổi tên thành SU-152 (СУ-152).
Sau đó, Liên Xô nhận thấy hiệu quả tác chiến của SU-152 - với thân xe lấy từ xe tăng KV-1S - cần được cải thiện; cụ thể là lấy thân xe của xe tăng Iosif Stalin làm thân xe của pháo. Vào ngày 25 tháng 5 năm 1943, lãnh đạo của nhà máy số 100 yêu cầu thực hiện quá trình hiện đại hóa SU-152, trong đó bao gồm việc tăng độ dày vỏ giáp cùng với nhiều cải tiến khác. Quá trình phát triển bắt đầu từ tháng 7 năm 1943 dưới sự giám sát của Joseph Yakovlevich Kotin (thiết kế trưởng của các xe tăng hạng nặng Liên Xô) còn G. N. Moskvin là thiết kế trưởng. Mẫu thiết kế mới được hoàn thành trong vòng một tháng với cái tên IS-152 (ИС-152). Tuy nhiên sau những đợt kiểm tra vào tháng 9 cùng năm, mẫu IS-152 bộc lộ nhiều khuyết điểm và được yêu cầu phải chỉnh sửa sâu rộng hơn. Đến tháng 10 năm đó, một phiên bản nâng cấp khác mang tên Kế hoạch 241 (Объект 241) ra đời. Nó trải qua các đợt kiểm tra trong nội bộ nhà máy vào cùng tháng và sau đó là các đợt kiểm tra ở cấp độ quốc gia tại bãi thử Gorohovetskom. Sau cùng, ngày 6 tháng 11 năm 1943, mẫu cải tiến này được chấp thuận đưa vào sản xuất với cái tên ISU-152 (ИСУ-152) và quá trình sản xuất nó bắt đầu tại nhà máy Chelyabinsk Kirovsk vào tháng 12.

## Thiết kế
Tại phiên họp ngày 15 tháng 4 năm 1942 của Hội đồng pháo binh; ý kiến về việc phát triển loại pháo công kích nhằm hỗ trợ cho bộ binh đã được đề cập; đồng thời lúc đó Liên Xô cũng nhận thức được tầm quan trọng của những pháo công kích có khả năng tiêu diệt các công sự vững chắc của đối phương. Những khẩu pháo công kích này dự tính sẽ mang nòng pháo cỡ 152,4 ly và được dùng để chọc thủng các phòng tuyến của quân phát xít trong các đợt tấn công trong năm 1942-43. Kết quả của quá trình phát triển loại pháo này là Kế hoạch 236, sau cùng là SU-152 - loại pháo tự hành mà về sau phát triển thành ISU-152.

Vị trí của tổ lái bên trong ISU-152: 1)Lái xe; 2)Xa trưởng; 3)Pháo thủ; 4)Người phụ trách khóa nòng; 5)Người nạp đạn

ISU-152 có thiết kế tương tự như các pháo tự hành Xô Viết khác - ngoại trừ SU-76. Thân xe bọc giáp hoàn toàn và được chia làm hai phần: khoang tác chiến là chỗ ngồi của kíp lái, nơi đặt súng và đạn dược, nằm ở phía trước; khoang động cơ và hệ thống truyền động ở phía sau. Pháo được đặt ở trung tâm của xe, hơi nhích về bên phải 12 độ. Kíp lái khoảng 4-5 người với 3 người ở bên trái pháo chính (lái xe ở phía trước, ở giữa là pháo thủ và sau cùng là người nạp đạn), còn xa trưởng và người phụ trách khóa nòng thì ở bên phải xe (xa trưởng ở phía trước người phụ trách khóa nòng). Trong trường hợp kíp lái có bốn người, người phụ trách khóa nòng sẽ kiêm luôn vai trò nạp đạn.
Hệ thống treo của ISU-152 bao gồm 12 thanh xoắn dùng cho 6 bánh xe ở mỗi bên. Bánh răng truyền động đặt ở phía sau, và bánh xe dẫn hướng có hình dạng giống hệt như bánh xe chạy trên đường. Mỗi dây xích gồm 90 mắt xích. Có 3 khoang nhiên liệu nằm ở bên trong pháo, trong đó 2 khoang ở khu vực dành cho kíp lái và 1 khoang ở khu vực dành cho động cơ. Ngoài ra, ISU-152 cũng có thêm 4 khoang nhiên liệu độc lập được đặt bên ngoài pháo. Nguồn điện 12 và 24 vôn được cung cấp từ một thiết bị phát điện công suất 1 kW nạp cho 4 ắc quy.
Để tổ lái có thể quan sát từ phía trong, mỗi cửa sập của ISU-152 đều được trang bị kính tiềm vọng, đồng thời ISU-152 cũng được trang bị 2 thiết bị ngắm bắn: một kính ngắm quang học ST-10 và một kính ngắm toàn cảnh. Hệ thống điện thoại nội bộ TPU-4-BisF được trang bị để liên lạc giữa mỗi thành viên trong tổ lái, và một bộ đàm sóng vô tuyến 10R hay 10RK được dùng để liên lạc với tổ lái của các xe khác. Các thiết bị này rõ ràng tân tiến hơn so với đầu chiến tranh, mặc dù vẫn còn thua kém so với địch thủ Đức.
Để tự vệ và tác chiến tầm gần, tổ lái được cung cấp hai khẩu súng tiểu liên cỡ nhỏ PPSh-41 với cơ số đạn 1491 viên cùng 20 lựu đạn F1.
Pháo chính của ISU-152 giống như SU-152, còn thân xe của ISU-152 là thân của xe tăng IS-1 thay cho KV-1S. Về sau ISU-152 được nâng cấp thêm: nó sử dụng thân xe của IS-2 hoặc IS-2 mẫu 1944; giáp trụ được tăng cường; pháo chính được thay thế bằng loại mới hơn; một khẩu đại liên phòng không a 12,7 x 108 ly DShK được gắn trên cửa sập ở phía trước; cơ số đạn và số nhiên liệu chứa trong xe cũng tăng lên; hệ thống bộ đàm 10R được nâng cấp thành phiên bản 10RK.
Một số pháo tự hành ISU-152 được lắp đặt những khoang nhiên liệu bên ngoài xe còn lớn hơn nữa, với hai khoang ở phía sau thân xe cộng với 4 khoang nhiên liệu bên ngoài (mỗi khoang tối đa 90 lít) hay với hai khoang nhiên liệu nhỏ hơn được lắp đặt bên ngoài phần đuôi thân xe. Những sự nâng cấp này có lẽ được thực thi đối với các phiên bản ISU-152 sau chiến tranh.
Giữa tháng 12 năm 1943 tới tháng 5 năm 1945, 1.885 pháo tự hành ISU-152 đã được sản xuất. Việc sản xuất đạt trà ISU-152 chấm dứt vào năm 1947, lúc đó tổng số lượng của nó đã là 3.242 khẩu.
Các phiên bản hiện đại hóa ISU-152 sau chiến tranh bao gồm một thiết bị nhìn đêm, thay thế động cơ V-2IS bằng V-54K, khẩu đại liên 12,7 ly được thay thế bằng phiên bản mới hơn, cơ số đạn tăng lên 30 viên, vỏ giáp được tăng cường, máy móc tự động được cải tiến và số nhiên liệu chứa trong pháo tăng lên rất đáng kể.

## Các phiên bản

### ISU-152
Phiên bản đầu tiên, được phát triển vào năm 1943. Tên của phiên bản này là "Kế hoạch 241" (Объект 241). Nó được trang bị một khẩu pháo ML-20S (МЛ-20С) 152,4 ly với nòng súng dài hơn 4,2 mét (27,9 calibre) và cơ số đạn 21 viên gồm cả hai loại: đạn xuyên giáp và đạn nổ. Tầm bắn tối đa của khẩu pháo là 6.200 mét. Loại đạn xuyên giáp, nặng 48,78 kg có sơ tốc đầu nòng 600 m/giây và có thể xuyên tối đa 125 ly giáp thép cán đồng nhất dựng vuông góc với mặt đất ở khoảng cách 500 mét.
So với SU-152, ISU-152 có một số sửa đổi đối với pháo chính (pháo phiên bản mới hơn), vỏ giáp (giáp của ISU-152 dày hơn đáng kể), số lượng cửa sập trên thân xe (dựa theo thân xe tăng IS-1, IS-2, IS-2 mẫu 1944). Giáp bảo vệ pháo trở nền dày hơn và dung tích khoang chứa nhiên liệu lớn hơn. Cho đến tháng 5 năm 1944, pháo chính của ISU-152 là loại 152,4 ly mẫu 1937 (ML-20). Tốc độ bắn của ISU-152 là 2-3 viên/phút. Phiên bản cải tiến sớm nhất có 3 cửa sập trên nóc thân xe và một cửa sập thoát hiểm bọc giáp ở dưới chỗ ngồi của lái xe. Về sau một cửa sập thứ tư hình tròn được lắp đặt bên phải nóc thân xe, nằm ở kế bên một cửa sập hình chữ nhật ở bên trái. Các phiên bản ISU-152 về sau sử dụng các loại pháo mới hơn với nòng dài hơn - có thể tới 4,9 mét (32,3 calibre) và có tầm bắn tối đa lên tới 13 nghìn mét.

### ISU-152-2

Phiên bản đầu tiên của ISU-152-2 mang các tên như ISU-152BM hay ISU-152BM-1 hay ISU-152-1. Hình chụp tại sân của Nhà máy số 100, tháng 4 năm 1944.

Phiên bản thứ hai của ISU-152-2, hình chụp tại sân Nhà máy số 100, tháng 8 năm 1944.

Phiên bản nâng cấp, phát triển vào năm 1944. Trong một nỗ lực nhằm cải thiện hỏa lực của ISU-152 nhằm đối phó với những kiểu xe tăng hạng siêu nặng mà Đức có thể tung ra trong tương lai, tháng 4 năm 1944, một phiên bản mang tên ISU-152BM (ИСУ-152БМ) (ISU-152BM Lưu trữ ngày 28 tháng 10 năm 2010 tại Wayback Machine) - một số tài liệu gọi là ISU-152BM-1 hay ISU-152-1 được phát triển. Chữ "BM" ("БМ") là viết tắt của "Большой Мощности", có nghĩa là "sức mạnh lớn". Tên hiệu của ISU-152BM là "Kế hoạch 246" (Объект 246). ISU-152BM sử dụng động cơ, hệ thống truyền động, bánh dẫn động và các thiết bị điện tử giống như của ISU-122.
Mục đích chính của ISU-152BM là nhằm đối đầu với các pháo tự hành chống tăng hạng nặng có vỏ giáp chắc chắn của phát xít Đức như Elefant và Jagdpanzer VI Jagdtiger. Do vậy, nó được trang bị pháo chính là khẩu BL-8 (БЛ-8) 152,4 ly nòng dài với tổng chiều dài 8 mét (tỷ lệ độ dài nòng là 46 calibre); đây là khẩu pháo mạnh hơn nhiều so với ISU-152 nguyên bản. Nó có tầm bắn tối đa là 18.500 mét. ISU-152BM có cơ số đạn 21 viên, với loại đạn xuyên giáp nặng 48,8 kg và có sơ tốc đầu nòng 850 m/giây. Với khẩu pháo nòng dài như vậy, ISU-152-2 thực sự là một khẩu pháo tự hành chống tăng chứ không còn là pháo tự hành đa năng như phiên bản đầu. Khẩu BL-8 có sức xuyên giáp cực mạnh theo tiêu chuẩn thời bấy giờ, khi dùng đạn xuyên giáp động năng, nó có thể bắn xuyên lớp thép dày 330mm đặt thẳng đứng ở cự ly 500 mét, hoặc lớp thép dày 203mm ở cự ly 2.000 mét. Với khả năng này, ISU-152-2 có thể bắn xuyên giáp trước của Tiger II (loại xe tăng giáp dày nhất của Đức) ở cự ly 1.500 tới 2.200 mét.
Trong quá trình kiểm tra các kết quả ISU-152BM tỏ ra không đạt yêu cầu, nguyên nhân là vì tổ lái gặp nhiều khó khăn trong việc sử dụng, hệ thống hãm giật đầu nòng không đáng tin cậy, chiều dài nòng quá cỡ khiến pháo trở nên kém linh hoạt. Vào tháng 8 năm 1944, khẩu BL-8 được thay thế bằng khẩu BL-10 (БЛ-10) cùng cỡ nòng, với uy lực giống như cũ nhưng có những cải tiến như hệ thống hãm đầu nòng và khóa nòng kiểu mới. Phiên bản này mang tên ISU-152-2 (ИСУ-152-2) (ISU-152-2) và tên hiệu là "kế hoạch 247" (Объект 247). Tuy nhiên các kết quả kiểm tra cho thấy vẫn còn nhiều vấn đề nên sau đó ISU-152-2 đã trải qua một quá trình cải tiến sâu rộng hơn để khắc phục những vấn đề này. Tuy nhiên, do chiến tranh đã kết thúc nên nó không bao giờ được đưa vào sản xuất.
Hiện nay phiên bản ISU-152 này được trưng bày ở Bảo tàng xe tăng Kubinka.

### ISU-152 mẫu 1945 (Object 704)

ISU-152 mẫu 1945

Một phiên bản thử nghiệm khác cũng được phát triển vào năm 1945. Trong khi ISU-152-BM tập trung vào cải tiến hỏa lực thì ISU-152 mẫu 1945 (ИСУ-152 обр. 1945 г.) tập trung vào tăng cường vỏ giáp.
ISU-152 mẫu 1945 tích hợp những đặc điểm của các loại xe tăng IS-2 và IS-3. Chiều cao của pháo tự hành giảm xuống còn 2,24 mét nhưng chiều rộng được tăng lên để đảm bảo không gian. Tên hiệu của phiên bản này là "Kế hoạch 704" (Объект 704). Pháo chính của "kế hoạch 104" là loại ML-20SM mẫu 1944 (МЛ-20СМ обр. 1944 г.) cỡ nòng 152,4 ly, với chiều dài súng là 4,5 mét (29,6 calibre) và không có hệ thống hãm đầu nòng, điều này giúp tăng cường hỏa lực của pháo thêm chút ít. Tầm bắn tối đa của ISU-152 mẫu 1945 là 13 nghìn mét. Loại pháo tự hành này mang một cơ số đạn là 20 viên, bao gồm cả hai loại đạn là đạn xuyên giáp và đạn nổ. Loại đạn xuyên giáp cân nặng 48,78 kg và có sơ tốc đầu nòng là 655 m/giây. Tốc độ bắn chừng 2-3 viên/phút. ISU-152 mẫu 1945 có 4 cửa sập trên nóc thân xe và 1 cửa sập thoát hiểm bọc giáp ở phía dưới thân, phía sau chỗ ngồi của người lái. Nó mang hai khoang nhiên liệu gắn phía ngoài pháo (mỗi khoang 90 lít) và tách biệt hoàn toàn với khoang nhiên liệu bên trong. Vũ khí phụ của pháo tự hành là 2 khẩu đại liên DShK 12,7 x 108 ly, một dùng để phòng không và một đồng trục quay với pháo chính.
Vỏ giáp của ISU-152 mẫu 1945 được làm dày hơn với góc nghiêng lớn hơn. Giáp trước của xe dày 120mm nghiêng 50 độ, đạt độ dày tương đương 210mm thép đặt thẳng đứng. Vùng khiên chắn quanh nòng pháo thì dày tới 320mm và được làm cong hình bán cầu (hình dạng này làm đạn xuyên giáp của địch bị trượt văng ra). ISU-152 mẫu 1945 là loại pháo tự hành có lớp vỏ giáp chắc chắn nhất của Liên Xô trong Cuộc chiến tranh vệ quốc vĩ đại. Tuy nhiên, độ nghiêng quá lớn của thân xe cộng với độ giật lùi quá mạnh của pháo chính (do thiếu bộ phận hãm tốc đầu nòng) khiến cho việc tác chiến của tổ lái trở nên quá phức tạp, đây là nguyên nhân chính khiến ISU-152 mẫu 1945 không được đưa vào sản xuất. Các kỹ sư Liên Xô có thể khắc phục những vấn đề này, nhưng cũng như ISU-152-2, do chiến tranh đã kết thúc nên dự án bị ngừng lại.
Hiện nay phiên bản này được trưng bày tại Bảo tàng xe tăng Kubinka.

### ISU-152K

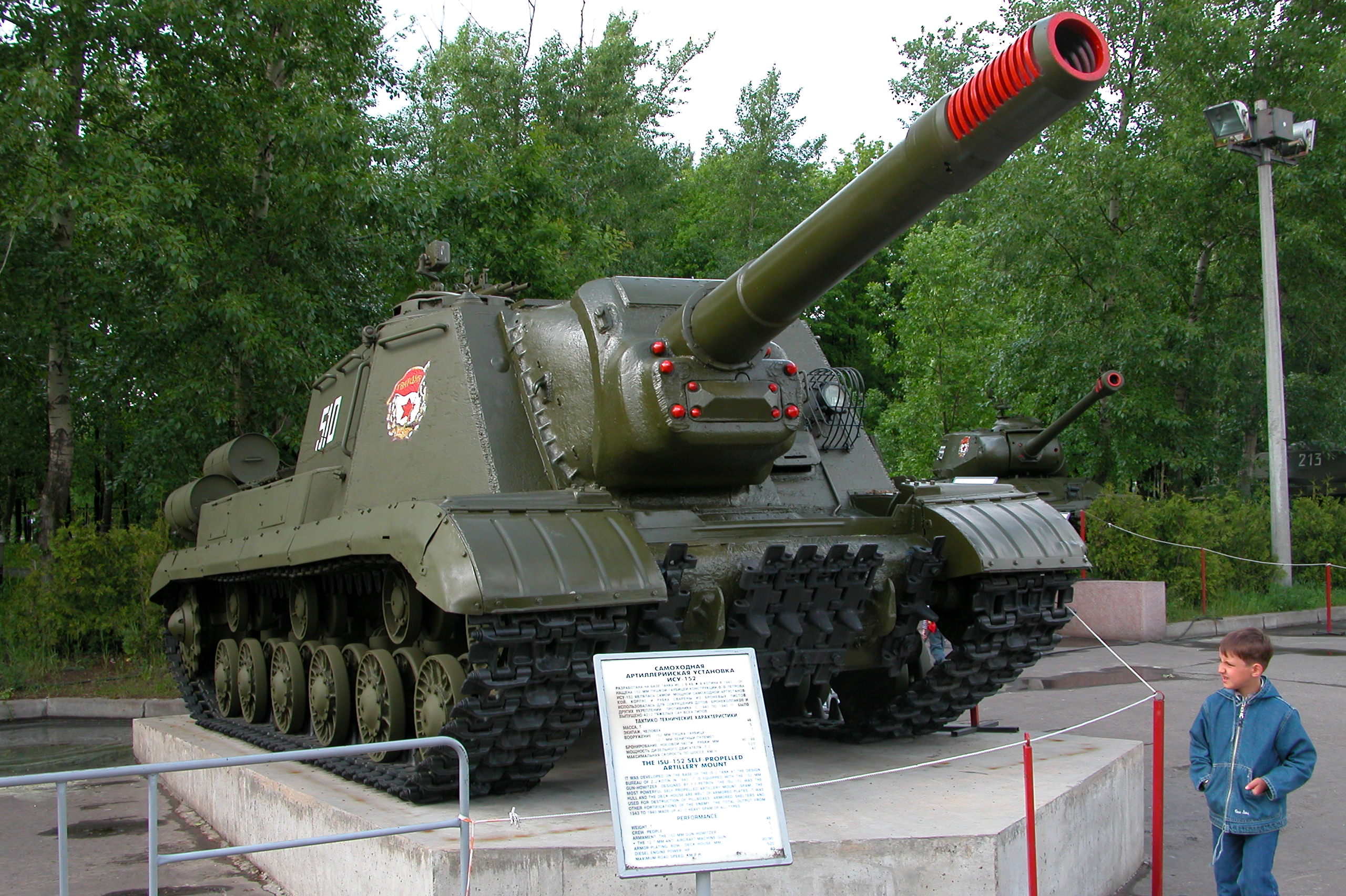
Một chiếc ISU-152K được trưng bày ở Công viên Thắng lợi, Moskva, Nga

Một phiên bản hiện đại hóa của ISU-152 đời đầu được phát triển vào năm 1953. Nó sử dụng động cơ mới của T-54 với một hệ thống làm mát và hệ thống làm nóng. Dung tích của khoang nhiên liệu bên trong xe tăng lên đến 920 lít, khiến tầm tác chiến của pháo tự hành tăng thêm 500 cây số trên đường nhựa. Một khoang nhiên liệu nằm ở khoang của tổ lái bị dỡ bỏ, khoảng trống này giúp cơ số đạn mang được tăng lên 30 viên. Tầm bắn tối đa của pháo là 13 nghìn mét. ISU-152K có một vòm mới dành cho khoang chỉ huy và trang bị thiết bị ngắm mới. Tên hiệu của ISU-152K là "Kế hoạch 241K" (Объект 241К). Bánh xe dẫn động tích hợp nhiều đặc điểm cấu tạo của xe tăng hạng nặng T-10. Lá chắn của pháo có thêm giáp trụ bảo vệ chỗ ngắm bắn. Một số chiếc ISU-152K có thêm một lớp giáp 15 ly hàn vào phía trên lớp giáp 60 ly bao phủ lá chắn. Đồng thời, một vài chiếc trong số chúng có thạm một lớp giáp hàn vào phần trên nơi gắn nòng pháo. Việc hiện đại hóa ISU-152 được thực thi tại Nhà máy xe tăng Kirov Leningrad.

### ISU-152M
Phiên bản cuối cùng của dòng ISU-152, được phát triển vào năm 1959 tại Nhà máy Chelyabinsk Kirovsk. Quá trình hiện đại hóa được tiến hành song song với chương trình IS-2M và vì vậy ISU-152M tích hợp nhiều đặc điểm của IS-2M. Tên hiệu của ISU-152M là"kế hoạch 241M" (Объект 241М). Việc hiện đại hóa ISU-152M bao gồm việc trang bị thêm thiết bị nhìn đêm, tăng cơ số đạn cho khẩu đại liên 12,7 ly - lần này là loại đại liên cải tiến DShKM, và nâng cấp các máy móc tự động bên trong pháo. Nó có vòm chỉ huy và thiết bị ngắm giống như ISU-152K và cũng có dung tích khoang nhiên liệu chính bên trong pháo là 920 lít, tầm tác chiến tăng thêm 500 cây số trên đường nhựa và cơ số đạn tăng lên 30 viên do việc loại bỏ một khoang nhiên liệu phụ nằm ở khoang của tổ lái. Tầm bắn của pháo tự hành là 13 nghìn mét. Bộ phận bảo vệ thiết bị ngắm được tích hợp và giáp của phần trên nơi gắn nòng pháo được tăng cường bởi một tấm giáp dày hơn. ISU-152M cũng dùng loại động cơ V-54K nhưng không có thiết bị làm mát.

## Vai trò

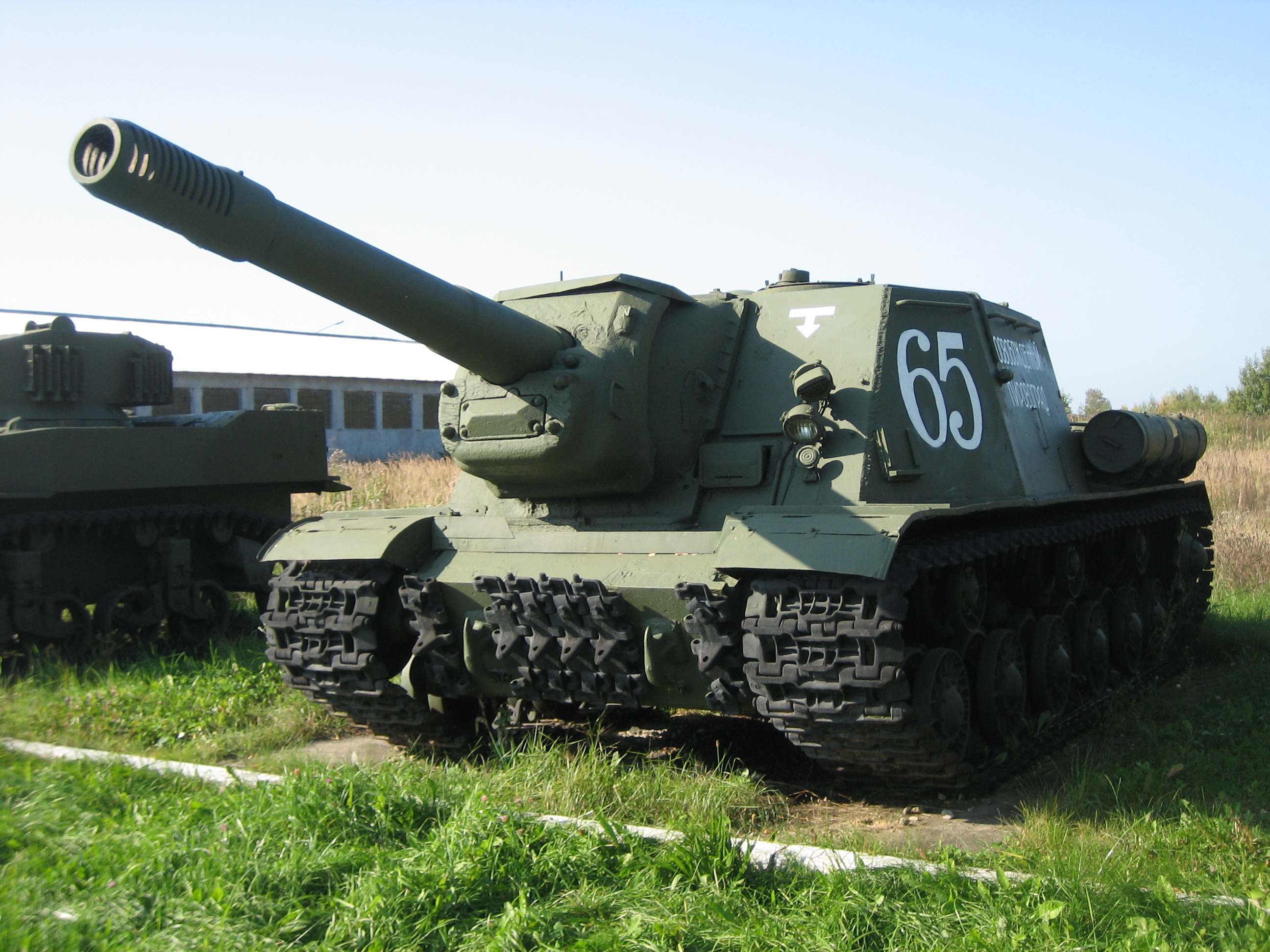
ISU-152 được trưng bày tại Kubinka, Nga

Trong chiến đấu ISU-152 thực thi ba vai trò: pháo công kích hạng nặng, pháo tự hành chống tăng hạng nặng và pháo tự hành hạng nặng. Khẩu pháo 152,4 ly sử dụng những loại đạn (gồm thuốc phóng và đầu đạn) có sức công phá mạnh, trong số đó có loại đạn nổ nặng đến 43,56 kg và đạn xuyên giáp nặng 48,78 kg; loại đạn lõi cứng tầm xa 53-G-545 (53-Г-545) là nặng nhất với khối lượng đầu đạn 56 kg. ISU-152 được dùng để hỗ trợ cho bộ binh, xe tăng và dùng để phá hủy các công sự địch bằng những loạt bắn trực tiếp; dùng trong vai trò trợ chiến với cách bắn gián tiếp; và dùng đế chống tăng bằng loạt bắn trực tiếp.

### Pháo công kích hạng nặng
Trong vai trò này, ISU-152 là một vũ khí quý giá của Hồng quân Xô Viết trong các trận đánh trên đường phố như trận Berlin, trận Budapest và trận Königsberg. Giáp trụ tốt của ISU-152 đã cung cấp sự bảo vệ tốt cho khu vực xung quanh khẩu pháo chính trước các loại pháo chống tăng Đức, điều này cho phép nó tiến gần hơn vào trận địa và tiêu diệt quân địch bằng những loạt bắn trực tiếp - sức nổ của loại đạn HE (nổ mạnh)có khả năng đập nát ngay cả những công sự mạnh nhất của kẻ thù. Đối với các loại pháo kéo việc bắn phá như vậy rõ ràng là nguy hiểm hơn và kém hiệu quả hơn vì độ cơ động thấp và khẩu đội dễ bị tổn thương trước hỏa lực địch, đồng thời các loại tăng vì hỏa lực kém hơn cũng không thích hợp bằng ISU-152 trong vai trò này. Trong vai trò hỗ trợ xe tăng, chiến thuật thông thường của Hồng quân Xô Viết là bố trí ISU-152 ở tuyến sau, cách các xe tăng trong lực lượng xung kích (thường là các loại tăng IS có độ cơ động tương đương) chừng 100-200 mét.
Giống như SU-152 và ISU-122, ISU-152 được phiên chế trong các Trung đoàn Pháo tự hành hạng nặng Độc lập. Từ tháng 5 năm 1943 đến năm 1945, 53 trung đoàn như vậy đã được thành lập. Một phần trong số đó có nguồn gốc từ các trung đoàn xe tăng được tái tổ chức, và sử dụng chiến thuật bắn phá trực tiếp mục tiêu giống như các xe tăng hay làm khi hỗ trợ bộ binh. Mỗi trung đoàn có 21 pháo tự hành, được chia làm 4 tiểu đoàn, mỗi tiểu đoàn 5 khẩu, 1 khẩu pháo còn lại thì dành cho chỉ huy. Phần hậu cần của các trung đoàn được lo bởi một đội ngũ binh sĩ sử dụng các xe cơ giới không bọc giáp bao gồm xe tải, xe jeep và xe gắn máy hai bánh. Vào tháng 12 năm 1944, các Lữ đoàn Pháo tự hành Cận vệ hạng nặng được thành lập với nhiệm vụ hỗ trợ cho các Tập đoàn quân xe tăng. Chúng được tổ chức theo mô hình của các lữ đoàn xe tăng với biên chế 65 khẩu ISU-152 hay ISU-122.
Để giảm thiểu khả năng bị tổn thương bởi lính chống tăng Đức trang bị Panzerfaust trong các trận chiến đường phố, các khẩu đội ISU-152 thường chiến đấu theo đội hình từ 1-2 cụm tác chiến bên cạnh các đơn vị bộ binh bảo vệ chúng. Trong các đơn vị bộ binh sẽ có một người lính bắn tỉa (hoặc ít nhất là một xạ thủ giỏi), vài binh sĩ sử dụng súng tiểu liên hạng nhẹ và đôi khi là một người lính dùng súng phun lửa. Khẩu súng máy DShK của ISU-152 cũng rất hữu dụng trong việc bắn hạ lính chống tăng Đức núp trên các tầng cao của những tòa nhà cao tầng hay núp sau các vật cản. Sự phối hợp nhịp nhàng giữa bộ binh và các pháo thủ sẽ giúp Hồng quân hoàn thành nhiệm vụ với tổn thất rất nhỏ; còn nếu ngược lại, các khẩu ISU-152 với lớp giáp yếu hơn ở nóc và sau lưng sẽ trở thành mồi ngon cho súng chống tăng Đức.

### Pháo tự hành chống tăng hạng nặng
ISU-152 có thể đóng vai trò một pháo tự hành chống tăng hạng nặng hiệu quả trong tác chiến. Mặc dù nó không được thiết kế cho mục đích chống tăng, khả năng hạ gục các xe bọc thép mạnh nhất của Đức (các xe tăng Panther, Tiger I, Tiger II, các pháo tự hành Elefant, Jagdtiger) chỉ với 1 phát bắn đã khiến nó kế thừa biệt hiệu Zveroboy ("kẻ giết thú") từ tiền nhiệm SU-152 của nó.
Thật ra ISU-152 không phải là một pháo tự hành chống tăng đích thực. Nó có tốc độ bắn rất chậm nếu so với các pháo tự hành chống tăng như Jagdpanther của Đức và SU-100 của Liên Xô (có thể bắn đến 5-8 phát trong một phút). Tuy nhiên, trước khi SU-100 ra đời vào cuối năm 1944 thì ISU-152 là loại pháo tự hành duy nhất của Liên Xố có khả năng hạ gục các xe tăng hạng nặng của Đức một cách hiệu quả; đồng thời sự đa năng của nó đồng nghĩa với việc ISU-152 được sản xuất với số lượng lớn hơn SU-100 rất nhiều. Được ngụy trang tốt, nhanh chóng thay đổi vị trí bắn và tổ chức mai phục với nhiều chiếc cùng bắn vào một mục tiêu sẽ giảm thiểu nhược điểm tốc độ bắn chậm của ISU-152. Với các chiến thuật nêu trên, ISU-152 nhanh chóng trở thành nỗi sợ hãi của các đơn vị xe tăng hạng nặng của Đức, làm thay đổi quan điểm của phát xít Đức về các lực lượng tăng thiết giáp Liên Xô và buộc người Đức phải sử dụng các lực lượng xe tăng một cách dè dặt, thận trọng hơn.
Khối lượng lớn của viên đạn 152,4 ly khiến tốc độ nạp đạn trở nên rất chậm: chỉ từ 2-3 viên/phút; đồng thời độ chính xác của nó tại tầm xa không thể nào bằng được với các loại pháo chống tăng nòng dài bắn đạn sơ tốc cao. Tuy nhiên, sức nổ kinh khủng của loại đạn này có thể thổi bay tháp pháo của một chiếc xe tăng Con hổ. Đôi khi "nạn nhân" xấu số không bị phá hủy hoàn toàn và có thể được sửa chữa lại, tuy nhiên sức phá kinh hồn của viên đạn đủ để gây ra hư hại đáng kể cho kết cấu bên trong của xe và gây ra thương vong cho tổ lái do các mảnh văng của vỏ giáp và sự rò rỉ nhiên liệu trong các khoang chứa. Ít có binh sĩ nào trong xe tăng có hy vọng sống sót nếu chiếc xe đó trúng phải một phát đạn của ISU-152.
Sau Trận Vòng cung Kursk, để phục vụ cho việc chống tăng, một loại đạn xuyên giáp với khối lượng còn lớn hơn đã được phát triển với mục đích tăng khả năng chống tăng cho ISU-152. Tuy nhiên, loại đạn này có chi phí cao, số lượng ít và hiệu quả chống tăng hơn không đáng kể so với loại đạn nổ; bản thân kết cấu của khẩu pháo của ISU-152 đã đánh đổi sơ tốc và độ chính xác để lấy tầm bắn xa và khối lượng, nó cũng không được thiết kế để cạnh tranh với các pháo chống tăng thực thụ. Đôi khi loại đạn xuyên giáp lõi cứng cũng được sử dụng cho các nhiệm vụ chống tăng. Một loại đạn lượng nổ lõm sơ khai với đầu đạn nặng 27,44 kg cũng được phát triển. Khả năng xuyên giáp của nó đạt 250 ly giáp thép cán đồng nhất đặt theo phương vuông góc với mặt đất. Loại đạn này chưa được sử dụng trong cuộc chiến tranh vệ quốc vĩ đại.
Giáp trước của ISU-152 dày đến 90 ly và được làm vát nghiêng 30 độ, so với độ dày của tiền bối SU-152 là 75 ly. Ngoài ra, vùng khiên chắn quanh nòng pháo được làm hình bán cầu dày 125mm (cộng thêm lớp thép lót đằng sau thì sẽ dày tổng cộng 200mm). Vì thế ISU-152 được bảo vệ rất tốt trước các khẩu pháo KwK-40 75 ly của xe tăng Panzer IV và pháo tự hành StuG-3, những loại xe hạng trung này không thể hạ được ISU-152 trừ phi bắn ở khoảng cách gần hoặc tìm được cách bắn vào bên hông. Các loại xe tăng hạng nặng như Tiger I với khẩu KwK-36 88mm L/56 mạnh hơn cũng không thể xuyên thủng vùng giáp trước có khiên chắn của ISU-152, hoặc phải giảm khoảng cách bắn xuống khoảng 1.000 mét để có thể xuyên được vùng giáp trước không có khiên chắn. Như vậy ưu thế về tầm bắn của nó đã bị hóa giải và việc giảm khoảng cách bắn cũng khiến cạnh sườn của Tiger dễ bị tổn thương trước các khẩu ZiS-S-53 85 ly của T-34-85.
Ngay cả pháo 88mm L/71 của xe tăng hạng nặng Đức Tiger II cũng không thể công phá được vùng giáp trước có khiên chắn của ISU-152 ở cự ly gần, trong khi một phát bắn trúng đích của ISU-152 có thể loại khỏi vòng chiến bất cứ xe tăng địch nào. Hermann Bix, một Aces xe tăng của Đức, kể lại trận đấu giữa một đơn vị pháo tự hành chống tăng hạng nặng Jagdpanther với duy nhất 1 chiếc ISU-152 đơn độc:
...Tổ lái của Bix bắn viên thứ hai rồi viên thứ ba ở cự ly 400 mét, nhưng khẩu pháo địch không hề hấn gì. Quân Nga khai hỏa. Viên thứ nhất nổ trên mặt đất cách chiếc Jagdpanther chừng 3 mét. Khói và lửa tràn vào buồng lái, tổ lái của Bix mất khả năng bắn trả.
Viên thứ hai từ khẩu pháo tự hành chống tăng khổng lồ của Nga bay vèo qua nắp xe vài mét, đến viên thứ ba trúng đích. Bix thấy bệ chống giật của khẩu pháo chính dựng ngược về phía sau. Rồi anh ta cảm thấy sự chấn động của tiếng nổ. Tiếng nổ kinh khủng của sự va chạm làm anh ta điếc nặng. Người xạ thủ báo cáo là anh ta không thể thấy gì vì khe nhìn đã bị vỡ.
Bix cố mở khoá nòng pháo chính để ngắm qua đó. Nhưng anh ta nhận ra là bệ chống giật bị vỡ lên chỗ viền tháp pháo ngay lớp giáp phía trong. Rồi anh ta biết rằng tấm chắn của pháo đã bị bắn tung ra khỏi rãnh, sự chấm dứt đã đứng kề bên họ.
Thiếu úy Pintelmann, đang ở trong vịnh, vừa chạy đến ngay lúc thấy Bix đang lùi. Khẩu pháo to lớn lại khạc lửa. Chiếc tăng của viên thiếu úy cũng bị trúng đạn ở khiên chắn súng và bị hư hỏng. Anh ta phải ra lệnh rút lui. May mắn là chiếc Jagdpanther thứ 3 đến nơi, anh ta thấy toàn bộ phần hông của chiếc pháo chống tăng hạng nặng mới nhất của Nga ở trong tầm ngắm. Anh ta bắn 2 viên xuyên thép vào sườn của nó.Tổ lái Nga leo ra và đầu hàng.
Sau trận đấu, người ra thấy 3 viên đạn của Bix trúng vào trung tâm của vòng đai khẩu pháo Nga và xuyên vào 10 cm. Nhưng không xuyên thủng được lớp giáp nghiêng dày 20cm.
Lính xe tăng Liên Xô Dmitri Loza kể lại ấn tượng về một phát bắn trúng đích của ISU-152:
Khi chúng tôi tiến vào Vienna, người ta bố trí thêm cho chúng tôi một khẩu đội ISU-152 hạng nặng, gồm ba chiếc... Bọn Đức phản công bằng nhiều chiếc Panther. Panther là một loại tăng hạng trung. Tôi ra lệnh đưa một chiếc ISU lên phía trước để chọi với đám tăng Đức. Và chúng ta gặp nhau trên đường.Chiếc ISU nã đạn và sức nổ tống chiếc Panther bật lùi về phía sau (bắn từ khoảng cách 400-500 mét). Tháp pháo của nó bật tung khỏi thân xe rồi rơi xuống cách đó vài mét.

### Pháo tự hành hạng nặng
Đôi khi ISU-152 được sử dụng với vai trò hỗ trợ và bắn chuẩn bị trên chiến trường, mặc dù chúng chỉ có tầm bắn trung bình cũng như tốc độ nạp đạn chậm. Thật ra Hồng quân Xô Viết chưa kịp phát triển loại thiết giáp hay pháo tự hành nào có chức năng như vậy, nhưng các pháo kéo của họ tỏ ra dễ bị thương tổn khi di chuyển cũng như khó có thể hỗ trợ xe tăng và bộ binh cơ giới kịp thời trong các đợt tiến công chớp nhoáng, nhất là khi chúng không được trang bị lớp vỏ giáp che đỡ toàn diện như ISU-152.
ISU-152 cũng mang trong mình nhiều nhược điểm, trong đó điều đáng kể nhất là cơ số đạn mang theo rất giới hạn (chỉ từ 20-21 viên, cơ số đạn phụ thêm có thể được kéo ở phía sau xe). Kích thước và cân nặng kinh khủng của viên đạn khiến việc đưa 20 viên đạn vào xe cũng ngốn tới 40 phút và đòi hỏi một người nạp đạn rất khỏe. Việc chuyển đổi thiết bị ngắm quang học ST-10 dùng cho việc bắn trực tiếp (tầm nhìn 900 mét) sang thiết bị nhắm toàn cảnh dùng cho việc bắn gián tiếp (tầm nhìn 3.500 mét) tỏ ra khá phiền toái cho người xạ thủ. Để bù đắp cho việc này, Hồng quân chỉ đơn giản cho nhiều pháo tự hành cùng nã vào một mục tiêu, đánh đổi sự chính xác bằng hỏa lực kinh hoàng. Sức nổ của loại đạn HE của ISU-152 dư sức thổi bay một xe thiết giáp hạng nặng thời đó, và đối với công sự kiên cố thì đã có đạn xuyên bê tông cốt thép hạng nặng bắn tầm xa để xử lý. Bình thường, một pháo tự hành ISU-152 mang theo 13 viên đạn HE và 7 viên đạn xuyên giáp/xuyên bê tông.
| Tên đạn                                             | Loại đạn                 | Kiểu đạn                                          | Cân nặng | Mức xuyên phá tối đa | (1000 mét)      | (1500 mét) | (2000 mét) |
| --------------------------------------------------- | ------------------------ | ------------------------------------------------- | -------- | --- | --------------- | ---------- | ---------- |
| 53-OF-540 (vẫn còn sử dụng)                         | Đạn nổ mạnh tầm xa       | Đạn thép dùng cho đại bác                         | 43,56 kg | |                 |            |            |
| 53-OF-530                                           | Đạn nổ mạnh tầm xa       | Đạn thép dùng cho lựu pháo                        | 40 kg    | |                 |            |            |
| 53-BR-540                                           | Đạn xuyên giáp           | Đạn mũi nhọn (không có đầu hình dáng đạn đạo học) | 48,78 kg | 125 ly giáp thép cán đồng nhất ở phương vuông góc (tại 500 mét)                                                                       | 115 ly (123 ly) | 105 ly     | 90;ly      |
| 53-BR-540B (sử dụng từ cuối năm 1944)               | Đạn xuyên giáp           | Đạn mũi phẳng (có đầu hình dáng đạn đạo học)      | 46,5 kg  | 130 ly giáp thép cán đồng nhất ở phương vuông góc (tại 500 mét)                                                                       | 120 ly          | 115 ly     | 105 ly     |
| 53-BP-540 (không sử dụng trong chiến tranh vệ quốc) | Đạn xuyên giáp           | Đầu nổ lõm (hình phễu)                            | 27,44 kg | 250 ly giáp thép cán đồng nhất ở phương vuông góc (220 ly tại phương 30° so với chiều đứng) (120 ly tại phương 60° so với chiều đứng) |                 |            |            |
| (dành cho thủy binh, mẫu 1915/1928)                 | Đạn bán xuyên giáp       |                                                   | 51,07 kg | 136 ly giáp thép cán đồng nhất ở phương vuông góc (tại 100 mét) (128 ly tại 500 mét)                                                  | 119 ly          | 111 ly     | 105 ly     |
| 53-G-530                                            | Đạn xuyên bê tông tầm xa | Đạn lựu pháo                                      | 40 kg    | 1 mét bê tông gia cố |                 |            |            |
| 53-G-545                                            | Đạn xuyên bê tông tầm xa | Đạn đại bác                                       | 56 kg    | |                 |            |            |

Mức độ xuyên giáp có thể thay đổi tùy theo loại đạn hay tùy theo loại giáp thép cán đồng nhất.
Sau khi cuộc chiến tranh vệ quốc vĩ đại kết thúc, ISU-152 được sử dụng với vai trò chủ yếu là súng công kích. Cho đến cuối thập niên 1950, Hồng quân Xô Viết đã phát triển loại đạn hạt nhân 152,4 ly có thể được ISU-152 sử dụng với tư cách là một pháo tự hành hạng nặng, tuy nhiên độ dốc nghiêng thấp cũng như tầm bắn hạn chế của ISU-152 khiến nó trở nên dễ bị tổn thương trong tác chuến. Hồng quân đã thử giải quyết vấn đề này bằng cách phát triển một loại đạn tích hợp động cơ tên lửa, tuy nhiên giải pháp này đã bị hủy bỏ khi một kiểu pháo tự hành mới mang tên SO-152 (СО-152) ra đời năm 1968. Sau khi quân đội Liên Xô tiếp nhận SO-152, vai trò cuối cùng của ISU-152 - pháo tự hành hạt nhân - cũng chính thức chấm dứt.

## Quốc gia sử dụng

### Liên Xô
ISU-152 được Hồng quân sử dụng trong giai đoạn cuối của chiến tranh thứ hai và tham gia vào các trận chiến với phát xít Đức, quân đội Phần Lan cũng như quân đội phát xít Nhật. Sau năm 1945, ISU-152 vẫn được Hồng quân sử dụng mãi đến thập niên 1970 và có mặt trong một số hoạt động quân sự của Liên Xô như sự kiện năm 1956 ở Hungary.

### Phần Lan
Phần Lan bắt được một số chiếc ISU-152 của Liên Xô và một chiếc trong đó được sử dụng để chống lại chủ cũ của nó vào tháng 6 năm 1944. Chiếc ISU-152 này sau đó đã bị phá hủy trong cuộc chiến. Một chiếc khác được người Phần Lan sửa chữa lại ở Varkaus nhưng không có bằng chứng được tìm thấy là nó đã được sử dụng.

### Ba Lan
Quân đội Nhân dân Ba Lan nhận được chừng 30 chiếc 30 ISU-152 vào năm 1944 và không lâu sau đó, họ thành lập Trung đoàn pháo tự hành số 25 với biên chế 10 khẩu ISU-152 và 22 khẩu ISU-122. Trung đoàn này chiến đấu với tư cách là một phần của quân đoàn xe tăng Ba Lan số 1 và tham gia trong các trận đánh tại sông Lysa Đông và tại tây nam Ba Lan trong tháng 3 năm 1945. Người Ba Lan cũng dự định thành lập thêm một trung đoàn ISU-152 nhưng vì không đủ số pháo cần thiết nên họ quyết định chọn cách bổ sung thêm 2 khẩu đội ISU-152 và 2 chiếc SU-85 vào Trung đoàn pháo tự hành số 13 mới thành lập. Lực lượng này về sau tham gia vào Trận Berlin tháng 4 cùng năm.
Sau chiến tranh, quân đội Ba Lan tiếp tục sử dụng ISU-152 cho đến tận đầu thập niên 1960.

### CHND Trung Hoa
Năm 1955, Hồng quân Liên Xô chính thức rút khỏi Đại Liên sau 10 năm đồn trú. Tất cả trang bị quân sự của quân đội Liên Xô trú đóng tại đó đều được bán cho Quân Giải phóng Nhân dân Trung Hoa, trong đó có 67 chiếc ISU-152. 45 chiếc trong số này được biên chế vào sư đoàn cơ giới số 1 mới thành lập của CHND Trung Hoa.

### Tiệp Khắc
Tiệp Khắc được Liên Xô viện trợ một vài chiếc ISU-152. Chúng phục vụ trong quân đội Tiệp tới cuối thập niên 1950.

### CHDCND Triều Tiên
ISU-152 có mặt trong Quân đội Nhân dân Triều Tiên trong cuộc chiến tranh Triều Tiên (1950-1953).

### Ai Cập
Quân đội Ai Cập được Liên Xô viện trợ ít nhất một trung đoàn ISU-152. Chúng tham gia vào các cuộc chiến tranh dai dẳng giữa Ai Cập và Israel trong khoảng thời gian 1967-1973.

## Hiện nay
Số pháo tự hành ISU-152 còn sót lại có thể được tìm thấy trong các viện bảo tàng,khu tưởng niệm hay thậm chí trở thành một phần của một số tượng đài như:
- Bảo Tàng quân sự Pháo binh, Công binh và Binh chủng thông tin, Sankt Peterburg, Nga
- Bảo tàng Quân đội Trung tâm, Moskva, Nga
- Bảo tàng Lịch sử Quân sự về Trang bị và Xe thiết giáp chiến đấu ở Kubinka, Kubinka, Nga
- Bảo tàng núi Sapun, Sevastopol, Ukraina
- Bảo tàng Quốc gia về Lịch sử Cuộc chiến tranh Vệ quốc Vĩ đại 1941-1945, Kiev, Ukraina
- Bảo tàng Quân đội Ba Lan, Warsawza, Ba Lan
- Khu tưởng niệm và Bảo tàng Quân đội tại Latrun, Latrun, Israel
- Bảo tàng Phòng tuyến Stalin, Minsk, Belarus
- Bảo tàng Quốc gia Belarus về Lịch sử Cuộc chiến tranh Vệ quốc Vĩ đại, Minsk, Belarus
- Bảo tàng xe tăng Parola, Parola, Phần Lan
- Bảo tàng Nga-Đức Berlin-Karlshorst, Karlshorst, Berlin, Đức
- Đài tưởng niệm tại Công viên Chiến thắng, Saratov, Nga
- Đài tưởng niệm tại Công viên Chiến thắng ở Đồi Poklonnaya Gora, Moskva, Nga

Hiện nay có rất nhiều lời đồn đoán là Nga sẽ cho khôi phục lại toàn bộ số pháo tự hành ISU-152 trong các kho chứa để chúng có thể vận hành trở lại. Đây là một chương trình rất đặc biệt, dù phía Nga hoàn toàn im lặng về những lời đồn đoán này. Nếu chương trình này có thật, thì những chiếc ISU-152 được khôi phục có lẽ sẽ được dùng để duyệt binh hoặc đóng phim, như một cách để nhắc nhở thế hệ người Nga sau này phải luôn nhớ đến, tự hào và trân quý khoảng thời gian hào hùng vốn có của Hồng quân nói riêng và Liên Xô nói chung thời kỳ huy hoàng, nhất là trong Chiến tranh Vệ quốc Vĩ đại của Hồng Quân Liên Xô chống lại Phát Xít Đức.